# Microeca tormenti
Microeca tormenti, "kimberleyflugskvätta", är en fågelart i familjen sydhakar inom ordningen tättingar. Den betraktas oftast som underart till citronbukig flugskvätta (Microeca flavigaster) men urskiljs sedan 2016 som egen art av Birdlife International och IUCN.
Fågeln förekommer enbart i nordvästra Australien. Den kategoriseras av IUCN som livskraftig.